# Église Saint-Denis de Rebets
L'église Saint-Denis est une église catholique située dans la commune du Rebets, en France.

## Localisation
L'église est située à Rebets, commune du département français de la Seine-Maritime.

## Historique
Le clocher est transformé au milieu du XVIIIe siècle. L'église perd ses cloches pendant la Révolution française.
L'édifice est reconstruit en 1860.
L'édifice est classé partiellement au titre des monuments historiques le 12 février 1976 : le porche est l'objet de la mesure de protection.

## Description
L'église conserve un porche, une porte du XVIe siècle et un baptistère du même siècle.
Une croix byzantine datée du Xe siècle ou XIe siècle provenant de Rebets est conservée au musée de Neufchâtel-en-Bray.